# Trận Mohács (1526)
Trận Mohács diễn ra vào ngày 29 tháng 8, 1526 gần Mohács, Hungary. Trong trận chiến này, quân của vua Lajos II của Vương quốc Hungary và Bohemia bị quân của vua Suleiman I của đế quốc Ottoman đánh bại hoàn toàn.
Chiến thắng quyết định của Ottoman trong trận này dẫn tới việc đế quốc Ottoman, nhà Habsburg của đế quốc La Mã Thần thánh và Công quốc Transilvania chia cắt Hungary trong nhiều thập kỷ. Cái chết của Lajos II trong trận chiến đánh dấu sự kết thúc của nhà Jagiellon của Hungary.